# Christliches diakonisches Hilfswerk Stephanus
Christliches diakonisches Hilfswerk Stephanus oder CDH-Stephanus ist ein gemeinnütziger, eingetragener Verein mit Sitz in Speyer, der es sich zum Ziel gesetzt hat, das Leid unter den armen und notleidenden Menschen zu lindern. Christliches Diakonisches Hilfswerk Stephanus e.V. ist das Missionswerk der Bruderschaft der Freien Evangeliums Christen Gemeinden (BFECG) in Deutschland.
Das CDH-Stephanus wurde am 9. November 1989 in Speyer gegründet und wird vor allem von Aussiedlern unterstützt. Der Name „Stephanus“ hat biblischen Ursprung. Stephanus war ein Diakon zur Zeit der Gründung der Gemeinde und hatte die Aufgabe übernommen, die geopferten Gaben an Menschen in Not und Armut zu verteilen. Der Verein hat für seine Arbeit als Logo zwei Hände ausgesucht, die ein Stück Brot teilen. Sie verdeutlichen am besten die Aufgaben des Hilfswerks. Regelmäßig werden Hilfstransporte durchgeführt, um dringend benötigte Hilfsgüter an Krankenhäuser, Behinderten- und Altersheime, sowie Lebensmittel und Kleidungsstücke an bedürftige Personen, wie z. B. Straßenkinder, notleidende und arme Menschen kostenlos zu verteilen.
Die Hilfstransporte gehen hauptsächlich in die GUS-Staaten Kirgisistan, Moldawien, Russland, Ukraine und Belarus sowie nach Rumänien. In enger Zusammenarbeit mit der Inter-Mission werden über 500 Kinder in Kinderheimen in Indien unterstützt. Ein neues Missionsfeld breitet sich auf Afrika aus und anderen Ländern, vor allem Länder die von Katastrophen betroffen sind.